# Schuilkerken in Dordrecht

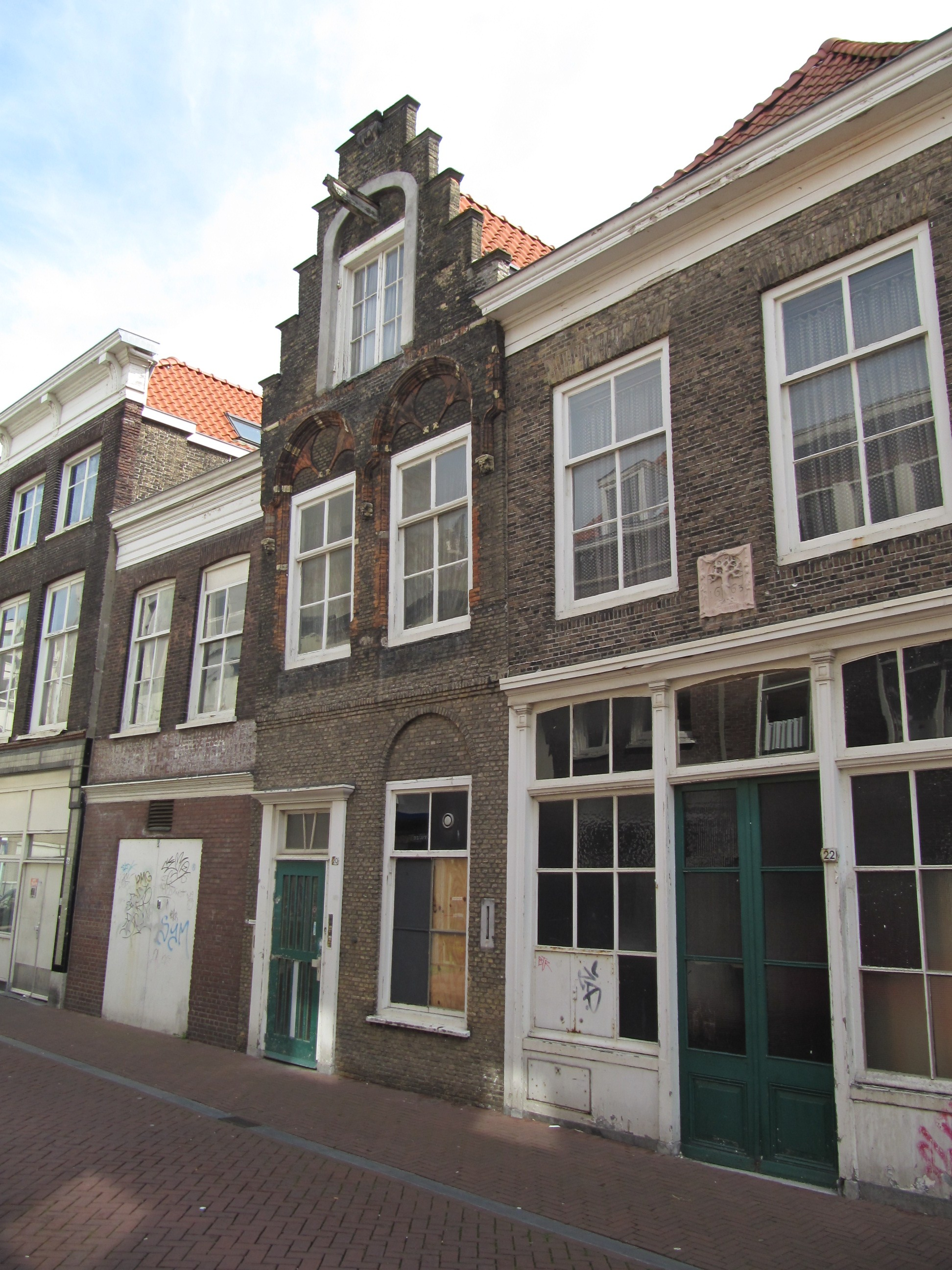
Vermaningshuis Lange Breestraat

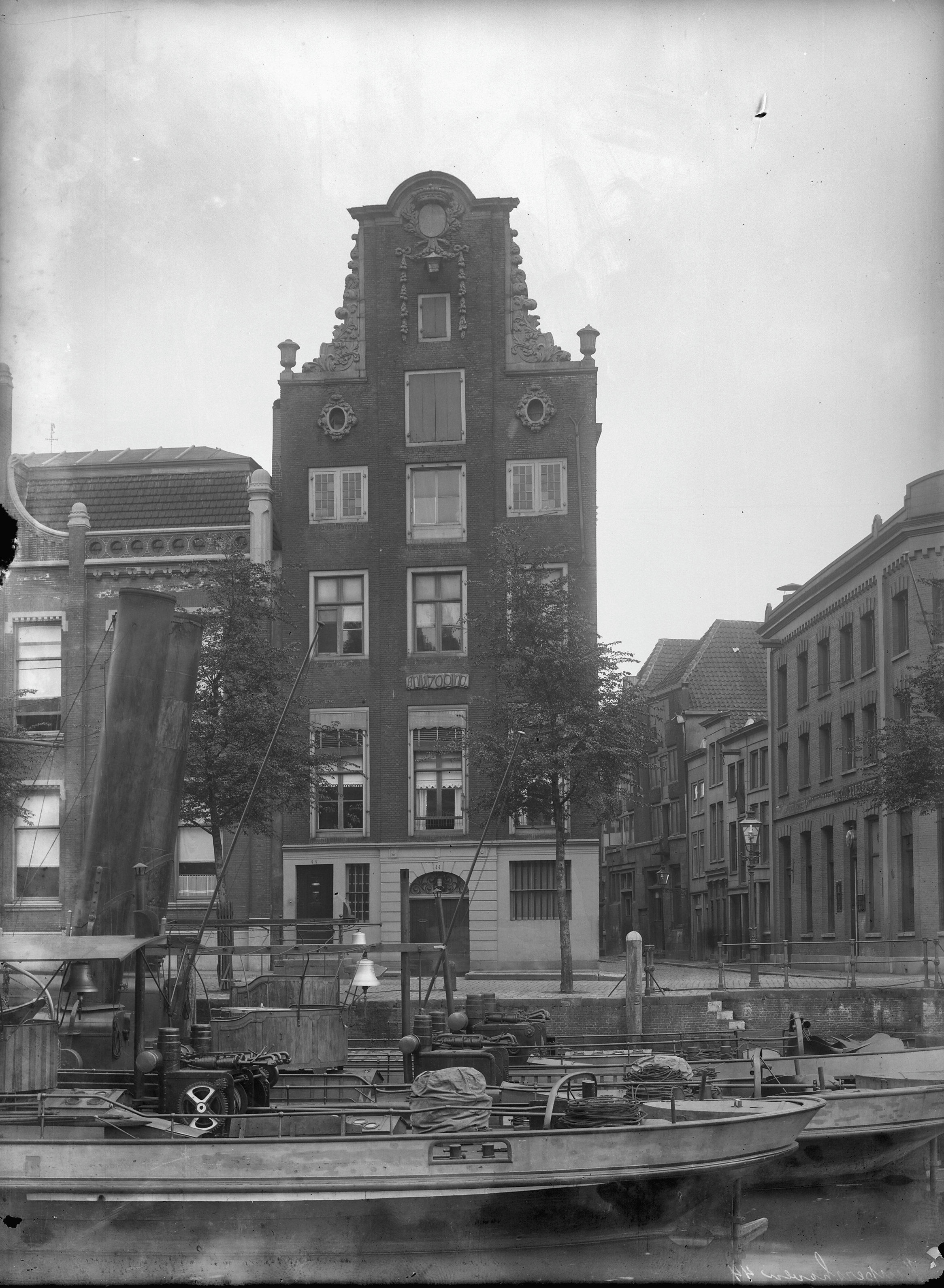
Katholieke schuilkelder in Het Meervat

Schuilkerken in Dordrecht waren ten tijde van de Republiek der Zeven Verenigde Nederlanden ruimtes of gebouwen in de Hollandse stad Dordrecht die niet als kerkgebouw kenbaar waren. In de stad bevonden zich  meerdere schuilkerken. Hierin werden, aanvankelijk in het geheim en later gedoogd, erediensten gehouden door gelovigen die niet tot de publieke Nederduits Gereformeerde Kerk behoorden.

## De heersende godsdienst
In de 17e eeuw was de Nederduitse Gereformeerde Kerk de heersende godsdienst. Er ontstond binnen deze kerk een strijd tussen 'rekkelijken' (remonstranten) en 'preciezen' (contra-remonstranten). De aanhang van de remonstrantse stroming volgde Jacobus Arminius, die een grote rol toekende aan de vrije wil van de mens in de predestinatieleer. De preciezen verzamelden zich rond Franciscus Gomarus, die de vrije wil ontkende in de predestinatieleer. Tijdens de Synode van Dordrecht (1619) wonnen de contraremonstranten de strijd. De Arminianen werd het belijden van de godsdienst onmogelijk gemaakt, ook al omdat zij werden gezien als politieke tegenstanders van de stadhouder, Maurits van Oranje. Ook rooms-katholieken was het houden van kerkdiensten aanvankelijk niet toegestaan, dit gold tevens voor belijders van de joodse godsdienst.

## Geheime bijeenkomsten in privéhuizen
Inwoners met arminiaanse sympathieën noemden zichzelf toch 'gereformeerd'. Zij discussieerden bij bijeenkomsten in huizen van gegoede burgers over vrijere geloofsopvatting. Nadat de bestandstwisten voorbij waren, werd dit al spoedig gedoogd. Wel bleven zij uitgesloten van politieke functies. In Dordrecht woonden relatief veel doopsgezinden, een eveneens gedoogde richting. In privéhuizen, zoals in de Lange Breestraat, werden geloofsbijeenkomsten gehouden in 'preekhuizen' ofwel vermaningen.
De zolder van Het Meevat aan de Kuipershaven, huis van de Luikse wijnhandelaar Hubert Borret, was toegankelijk via de achterkant van het huis. Er vonden roomse kerkdiensten plaats. Zulke 'paapse diensten' werden ook gehouden in het huis van Aernoult van Groeneveld aan de Steegoversloot, later Vest.
Rond 1700 was er in een kamer van het huis van de Poolse bankier Salomon Levi een huissynagoge ingericht.
Omdat de bijeenkomsten niet aan de grote klok gehangen mochten worden, is de documentatie over deze bijeenkomsten verre van volledig.

## Verborgen kerkgebouwen

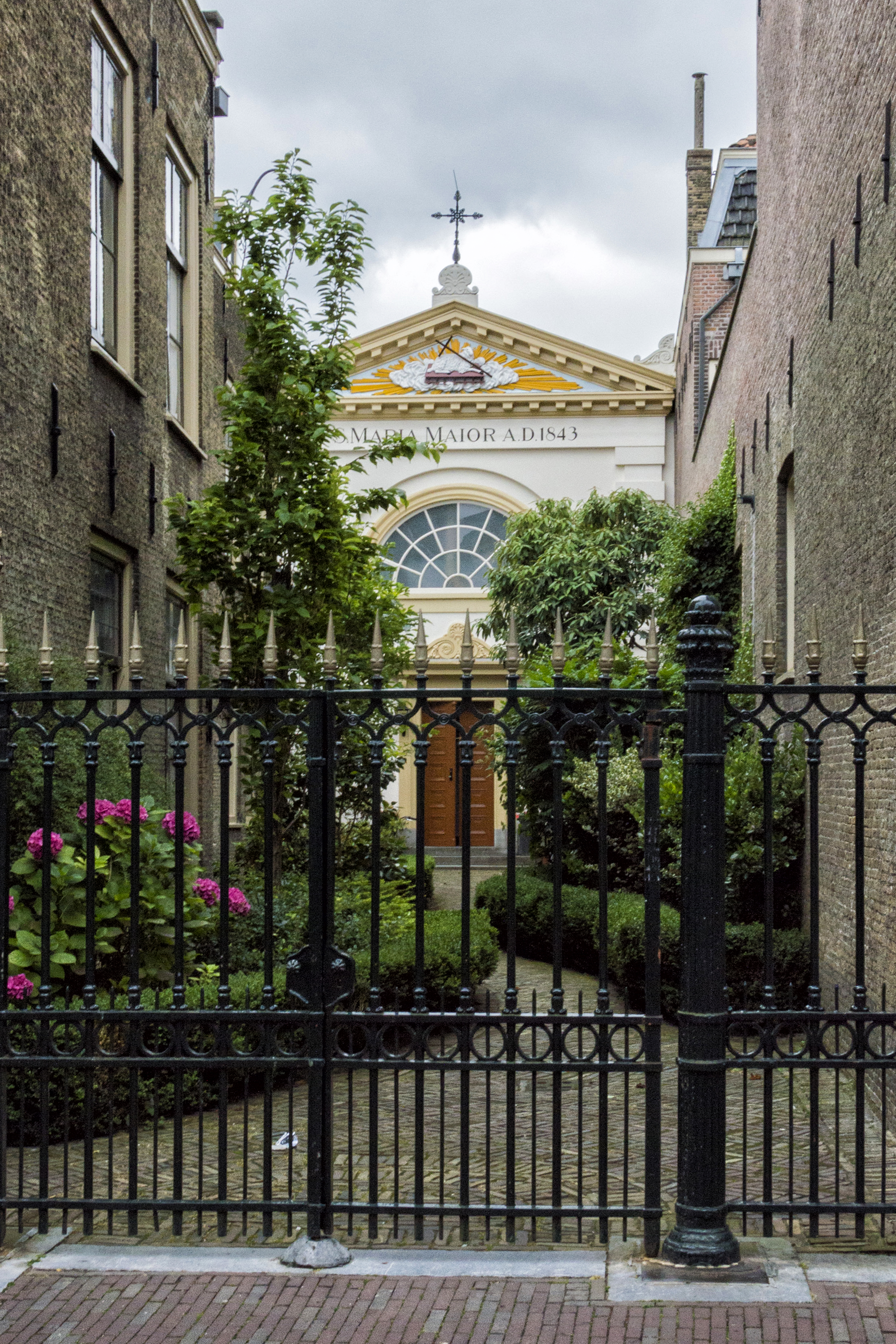
Maria Maior

Rond 1700 ontstond er een soort gedoogbeleid. Achter huizen mochten toen gebouwen voor religieuze bijeenkomsten neergezet worden, mits ze niet als kerk herkenbaar waren. Het duidelijkste voorbeeld hiervan was de aanvankelijk roomse, en na 1723 oud-katholieke kerk H. Maria Maior uit 1700, die tussen de Voorstraat en de Wijngaardstraat stond. Een onopvallend poortje gaf toegang. Op het huidige aanlooppad stond een huis, de kerk was vanaf de straat niet te zien. De originele schuilkerk is gesloopt en vervolgens in 1842 als herkenbare kerk opnieuw gebouwd, compleet van de aandachttrekkende empiregevel. Ondanks het feit dat het voorhuis niet meer bestaat, dat het kerkgebouw is vervangen en dat het nieuwe gebouw nu wel als een kerk herkenbaar is, is goed in te zien te waar een schuilkerk gebouwd werd: verstopt achter huizen.
De doopsgezinden bouwden achter het vermaningshuis in de Lange Breestraat een schuilkerk. De Joodse gemeente mocht de stadsbibliotheek in het voormalige Marienbornklooster in gebruik nemen. Dit pand werd van buiten niet voorzien van symbolen, die op een synagoge duiden.

## Vermelding schuilkerken op stadskaarten

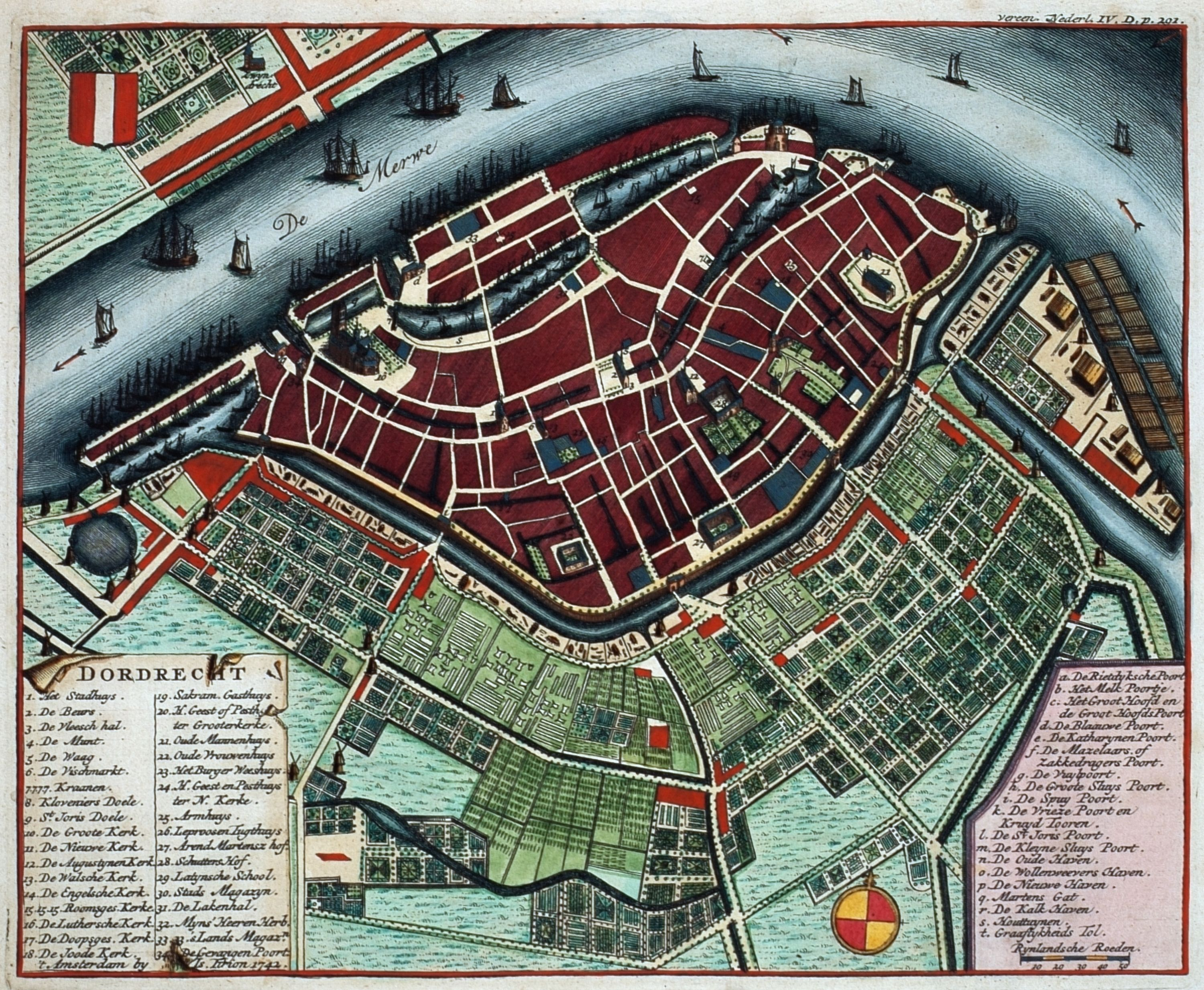
Stadsplattegrond van Isaak Tirion (1742)

Op de stadsplattegrond van Isaak Tirion uit 1742 staan vier gedoogde schuilkerken getekend: De ‘Roomschgezinde Kerke’, de ‘Luthersche Kerk’, de Doopsgezinde Kerk’ en de ‘Joode Kerk’. Deze namen staan in het register linksonder in de kaart. Die aanduidingen ontbraken op de kaart die Joan Blaeu honderd jaar eerder uitgaf. Het verschil tussen beide kaarten gaf de veranderde politiek ten opzichte van schuilkerken weer. Het verschil tussen geheim en gedoogd.

## Verder lezen
- F. van Lieburg (red.), Heilige Plaatsen in een Hollandse Stad. Duizend jaar religieuze gebouwen op het Eiland van Dordrecht, Jaarboek 2011 Historische Vereniging Oud-Dordrecht. (Dordrecht, 2012). Hierin onder meer de schuilkerken, inclusief de voorlopers en opvolgers daarvan.